# بونازا ثابت
بونازا ثابت (انگلیسی: Costante Bonazza؛ ۶ مارس ۱۹۲۴ – ۲۸ فوریهٔ ۱۹۸۰) بازیکن فوتبال اهل ایتالیا بود.
از باشگاه‌هایی که در آن بازی کرده‌است می‌توان به باشگاه فوتبال اینتر میلان اشاره کرد.